# 해녀노래
해녀노래(海女노래)는 대한민국 제주특별자치도 해녀들이 배를 타고 나가거나 들어올 때 노를 저으면서 부르는 민요이다. 1971년 8월 26일 제주특별자치도의 무형문화재 제1호로 지정되었다.

## 개요
해녀노래란 제주도 해녀들이 배를 타고 나가거나 들어올 때 노를 저으면서 부르는 민요를 말한다. 이 민요와 노를 젓는 동작은 밀착되어 나타나며 노동을 한결 가볍고 즐겁게 이끌어 주는 역할을 한다.
해녀들은 일할 때 사용하는 테왁, 망사리, 빗창 등으로 장단을 치면서 부른다. 내용을 보면 일의 고됨과 일상생활을 정감있게 표현한 것으로 생각한 강렬한 기백이 나타나 있고, 역동적이며 직설적인 색채가 강하다. 두 사람이 교대로 선소리를 하면 나머지 사람들은 ‘이여싸’등의 후렴으로 받는다. 때로는 어부가 선소리를 하고 해녀들이 뒷소리를 하기도 한다. 가창형태가 복잡해 선소리에서 나타나는 악구의 마디 수는 일정하지 않지만, 두 마디를 짝으로 하여 높은 음에서 낮은 음으로 이어지는 선율은 일정하게 반복된다. 박자는 규칙적인 6/8박자이며, 속도는 보통빠르기에서 아주빠르기까지 일하는 상황에 따라 자유롭게 연결된다.
```
가장 넓은 공감대를 형성하고 있는 민요로 제주도에 사는 예능보유자인 안도인 씨와 보유단체가 그 맥을 이어가고 있다.
```

## 참고 자료
- 해녀노래 - 국가유산청 국가유산포털